# 베스 미드
베서니 제인 미드(영어: Bethany Jane Mead, 1995년 5월 9일 ~ )는 잉글랜드의 여자 축구 선수로, 포지션은 공격수이다. 현재 잉글랜드 FA 여자 슈퍼리그의 아스널 WFC에서 활동하고 있다.